# 心繫家國
《心繫家國》是香港一套45秒的政府廣告，自2004年10月1日香港各大電視台必須在每天傍晚中文新聞前播映，音樂是中華人民共和國國歌《義勇軍進行曲》，畫面播映萬里长城、2004年奥运金牌運動員郭晶晶、田亮、刘翔及太空人杨利伟等片段。在香港特別行政區成立紀念日和中華人民共和國國慶節當日，午間新闻会额外播出一次。廣告由香港民政事務局轄下的公民教育委員會和青年事務委員會共同成立的國民教育專責小組製作，是在中國收回香港後為加強香港人香港國民教育而製作。
2020年11月16日《心繫家國》停播，改为播出新一輯國歌宣傳片《心连心》。

## 製作方
廣告由國民教育專責小組製作，小組召集人是陳仲尼。該小組成員由香港民政事務局轄下的公民教育委員會和青年事務委員會共同組成。

## 播出时间

### 2004年首播
- 無綫電視翡翠台：18:29（18:30《六點半新聞報道》开始前）、12:59（回歸紀念以及國慶當日《午間新聞》开始前）
- 亞洲電視本港台（已停播)：17:59（18:00《六點鐘新聞》開始前）、12:29（回歸紀念以及國慶當日《午間新聞》開始前）
- 有線新聞台：20:59（21:00《有線新聞》开始前）、11:59（回歸紀念以及國慶當日《午間新聞》开始前）

### 後來加入（以停播前為準）
- 香港電視娛樂ViuTV：17:59（18:00《6點新聞報道》开始前）；7點一節為最詳盡，但也因應要伴隨Now TV同步也在六點播出、11:59（回歸紀念以及國慶當日《午間新聞》开始前）
- now新聞台：17:59（18:00《now新聞報道》开始前）、11:59（回歸紀念以及國慶當日《午間新聞》开始前）
- now財經台：17:59（18:00《now新聞報道》开始前）、11:59（回歸紀念以及國慶當日《午間新聞》开始前）
- 鳳凰衛視香港台：17:59（18:00《鳳凰六點新聞》开始前）、12:59（回歸紀念以及國慶當日《午間新聞》开始前）
- 鳳凰衛視中文台：17:59（18:00《全媒體大開講》开始前）、11:59（回歸紀念以及國慶當日《午間特快》开始前）
- 奇妙電視HOY TV：18:29（18:30《六點半新聞報道》开始前）、12:29（回歸紀念以及國慶當日《午間新聞》开始前）
- 奇妙電視香港國際財經台：19:59（20:00《Main News》开始前）
- 無綫電視無綫新聞台：19:29（19:30《無綫7:30 一小時新聞》开始前）、12:59（回歸紀念以及國慶當日《午間新聞》开始前）
- 無綫電視明珠台：19:29（19:30《七點半新聞報道》开始前）
- 香港電視娛樂ViuTVsix：19:29（19:30《ViuTV News》开始前）
- 鳳凰衛視資訊台：19:59（20:00《凤凰焦点新闻》开始前）
- 香港電台港台電視31：17:59（18:00《新聞天地》开始前）

（播放時間以香港特別行政區政府最後公佈為準。）

## 版本
《心繫家國》共分6輯。首輯《心繫家國》是《義勇軍進行曲》的音樂錄影帶，於2004年10月1日開始播出，播放前首先會播出一段入境事務處或法律援助署的宣傳片。畫面是香港年輕人在街上高唱《義勇軍進行曲》、中國各地民俗文化與山河風光、中華人民共和國奧運代表隊、發射太空船等新聞事件的剪輯。畫面以隸書寫出「心繫家國」四字。2005年5月23日起，播放前加入6輯各長15秒的片段，由6位社會知名人士講解《義勇軍進行曲》的歷史背景、歌詞精神、歌曲精髓、法定地位等資料。
第1輯《心繫家國》於2005年5月23日開始播出，播放前加入6輯各長15秒的片段，由6位社會知名人士講解《義勇軍進行曲》的歷史背景、歌詞精神、歌曲精髓、法定地位等資料。
第2輯《心繫家國》於2005年10月1日開始播出，主題為「志在四方」，以香港管弦樂團演奏《義勇軍進行曲》純音樂版本作為背景音樂，並重新編配畫面影像。宣傳片製作費120萬港元。
第3輯《心繫家國》於2006年10月1日開始播出，主題為「承我薪火」。播放《義勇軍進行曲》前的短片共有12款，通過漢字介紹中華文化與傳統。
第4輯《心繫家國》於2007年10月1日開始播出 ，主題為「共耀中華」。短片貫以由香港警察樂隊演奏及音樂事務處青年合唱團演唱的《義勇軍進行曲》。專責小組同時製作6集各長15秒的短片，反映香港的優勢，包括香港人的公民素質、創意精神、企業公民精神、法治制度、金融體制和體育成就。
第5輯《心繫家國》於2008年12月1日開始播出，主題為「國家成就」。短片貫以由香港警察樂隊演奏及音樂事務處青年合唱團演唱的《義勇軍進行曲》。專責小組同時製作12集各長15秒的短片，重點展現國家古今的建築與城市面貌，傳統藝術及文化及近年在經濟、民生、科技、建築、體育等多方面帶出國家近年在不同領域的發展和成就，深化市民對國民身份的認同及自豪感。
第6輯《心繫家國》於2009年10月1日開始播出，主題為「輝煌里程」。短片貫以由香港警察樂隊演奏及音樂事務處青年合唱團演唱的《義勇軍進行曲》。專責小組同時製作6集各長15秒的短片，以不同的主題展現中華人民共和國成立六十年以來的演變，凸顯出國家的發展及成就，加深香港市民對國情的認識。

## 相關事件
於第六輯播出約六年後的2015年，短片中火箭升空的畫面被高登討論區網民揭發涉嫌盜用1969年美國發射太陽神11號的片段。隨後在電視台播映的《心繫家國》由第六輯改為第五輯版本。

## 外部連結
- 《心繫家國》短片涉嫌盜用美國太陽神11號升空片段（页面存档备份，存于） - 香港高登討論區(時事台) - 2015年8月2日
- 《心繫家國》片段* 公民教育委員會（页面存档备份，存于）